# Yash Chopra
Yash Raj Chopra (en hindi: यश चोपड़ा) (Lahore, India británica; 27 de septiembre de 1932-Bombay, India; 21 de octubre de 2012) fue un cineasta, director, guionista y productor indio. Waqt, Deewar, Kabhi Kabhie, Silsila, Lamhe, Chandni, Darr, Dil To Pagal Hai, and Veer-Zaara son algunas de sus películas más conocidas. Chopra fue el fundador de la productora Yash Raj Films.
Hermano de Baldev Raj Chopra.
Chopra fue cuatro veces ganador del Premio Filmfare al mejor director y el Premio Filmfare a la Mejor película. Recibió el Premio Dadasaheb Phalke del Gobierno de la India en 2001 y el Padma Bhushan en 2005.

## Filmografía

### Productor
- Daag (1973)
- Kabhi Kabhie (1976)
- Doosra Aadmi (1977)
- Noorie (1979)
- Kaala Pathar (1979)
- Silsila (1981)
- Nakhuda (1981)
- Sawaal (1982)
- Mashaal (1984)
- Faasle (1985)
- Vijay (1988)
- Chandni (1989)
- Lamhe (1991)
- Darr (1993)
- Aaina (1993)
- Yeh Dillagi (1994)
- Dilwale Dulhania Le Jayenge (1995)[2]
- Humko Ishq Ne Maara (1997)
- Dil To Pagal Hai (1997)
- Mohabbatein (2000)
- Mujhse Dosti Karoge! (2002)
- Mere Yaar Ki Shaadi Hai (2002)
- Saathiya (2002)
- Hum Tum (2004)
- Dhoom (2004)
- Veer-Zaara (2004)
- Bunty Aur Babli (2005)
- Salaam Namaste (2005)
- Neal N Nikki (2005)
- Fanaa (2006)
- Dhoom 2 (2006)
- Kabul Express (2006)
- Ta Ra Rum Pum (2007)
- Jhoom Barabar Jhoom (2007)
- Chak De India (2007)
- Laaga Chunari Mein Daag (2007)
- Aaja Nachle (2007)
- Tashan (2008)
- Thoda Pyaar Thoda Magic (2008)
- Bachna Ae Haseeno  (2008)
- Roadside Romeo  (2008)
- Rab Ne Bana Di Jodi  (2008)
- New York (2009)
- Dil Bole Hadippa (2009)
- Rocket Singh: Salesman of the Year (2009)
- Pyaar Impossible (2010)

### Director
- Dhool Ka Phool (1959)
- Dharmputra (1961)
- Waqt (1965)
- Aadmi Aur Insaan (1969)
- Ittefaq (1969)
- Daag (1973)
- Joshila (1973)
- Deewaar (1975)
- Kabhi Kabhie (1976)
- Trishul (1978)
- Kaala Patthar (1979)
- Silsila (1981)
- Mashaal (1984)
- Faasle (1985)
- Vijay (1988)
- Chandni (1989)
- Lamhe (1991)
- Parampara (1992)
- Darr (1993)
- Dil To Pagal Hai (1997)
- Veer-Zaara (2004)